# Добрі Войніков
Добрі Войніков (болг. Добри Войников; нар. 22 листопада 1833 року, Шумен — пом. 27 березня 1878 року, Тирново) — болгарський учитель, драматург, політик і журналіст, музичний і театральний діяч. Він є засновником болгарського театру, першим болгарським режисером і автором театральних п'єс.

## Біографія

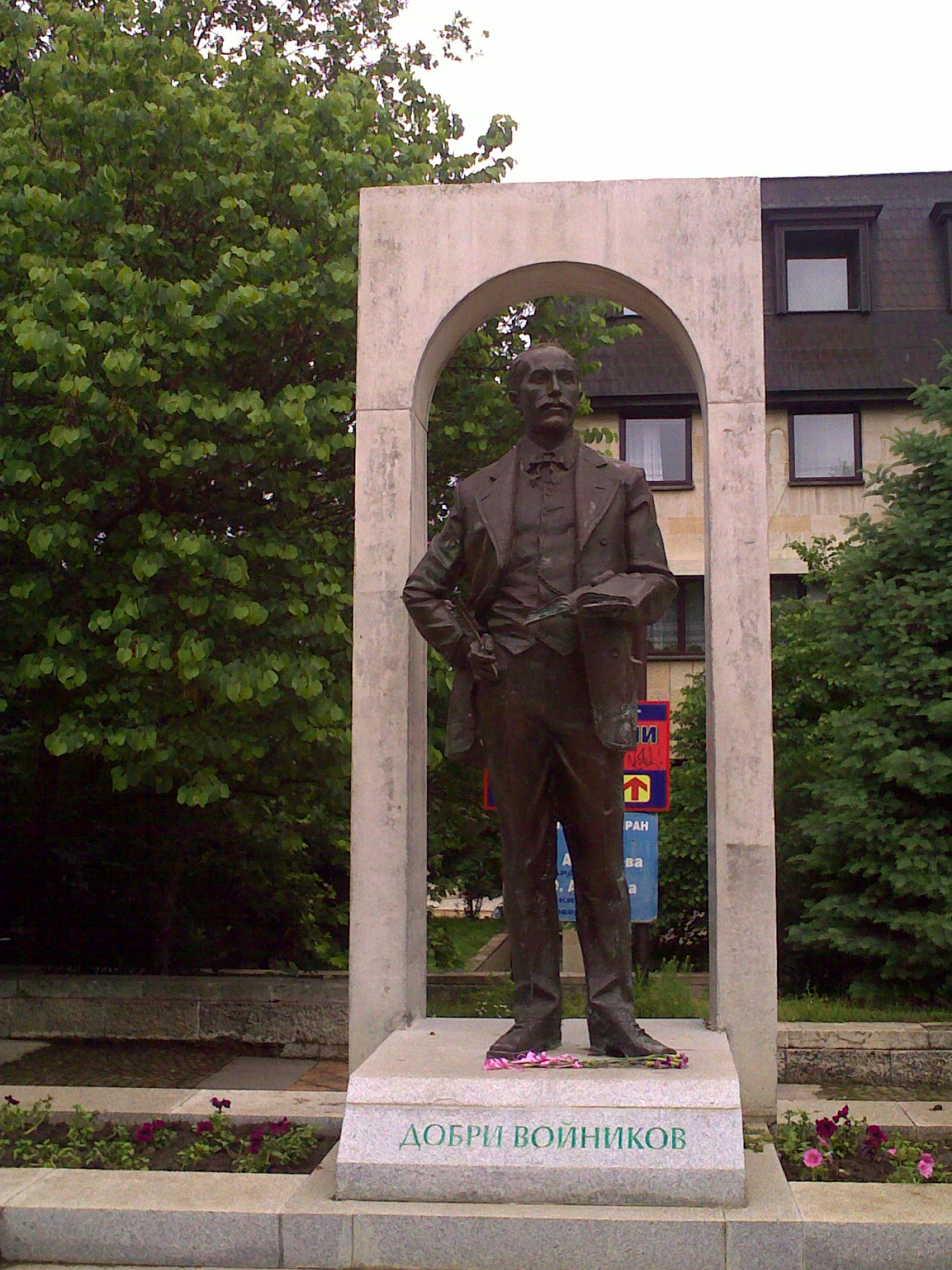
Пам'ятник Войнікова в Шумені

Народився 22 листопада 1833 в місті Шумен, в сім'ї Васила Войнікова. Спочатку він навчався у своєму рідному місті з Савою Філаретовим, Іваном Богоровим та Савою Доброплодним. Закінчив французький коледж «Сен Беноа» в Цариграді (1856–1858). Протягом всього свого життя був учителем — спочатку в Шумені (1858–1864), де розпочав суспільно-політичну діяльність. Невдовзі був вимушений емігрувати до Румунії, де викладав у Бреїлі (1864–1870) та Джурджу (1873–1874).
У 1860 Войніков випустив «Колекцію різних творів», яка викликала полеміку в пресі. Пізніше опублікував «Коротку болгарську історію» (1861) і «Інструкція з вербаліки» (1874), яка відпоситься до одного кращих прикладів болгарської літературної теорії 1870-х років.
Взимку 1865 року Войніков організував в Бреїлі аматорську театральну трупу, якою керував до 1870. У 1869 році він став одним із засновників Болгарського літературного товариства (сьогоднішньої Болгарської академії наук). З 1870 по 1876 продовжує театральну діяльність в Бухаресті, Джурджу та Шумені. Під час Російсько-турецької війни (1877—1878) був волонтером притулку в Тирново, де помер від тифу. Його могила розташована в парку «Дружба» у Велико-Тирново поруч із могилою Колю Фічето.

## Історичні п'єси
- Райна княгиня (1866)
- Покръщение на Преславски двор (1868)
- Велислава, българска княгиня (1870)
- Възцаряването на Крума Страшний (1871)

## Комедії
- Криворазбраната цивилизация (1871)
- Чорбаджията (1881)
- По неволя доктор (1862)

## Побутова драма
- Диманка или вярна пръвнинска любов (рукопис — 1876)